# Acacia sphacellata
Acacia sphacellata é uma espécie de leguminosa do gênero Acacia, pertencente à família Fabaceae.